# Віларіню-ду-Байрру
Віларіню-ду-Байрру (порт. Vilarinho do Bairro; МФА: [vi.ɫɐ.ˈɾi.ɲu du bɐ.ˈi.ʁu]) — парафія в Португалії, у муніципалітеті Анадія. Розташована в західній частині країни, на теренах історичної португальської провінції Бейра. Входить до складу округу Авейру. За адміністративним поділом, чинним до 1976 року, терени парафії були складовою провінції Берегова Бейра. Належить до Авейрівської діоцезії Католицької церкви. Патрон — святий Михаїл. Площа — 25,5633 км². Населення — 2764 ос. (2011). Слабо урбанізований регіон. Густота населення — 108,12 осіб/км²
. Код — 010313.

## Географія

Анадія (2013)
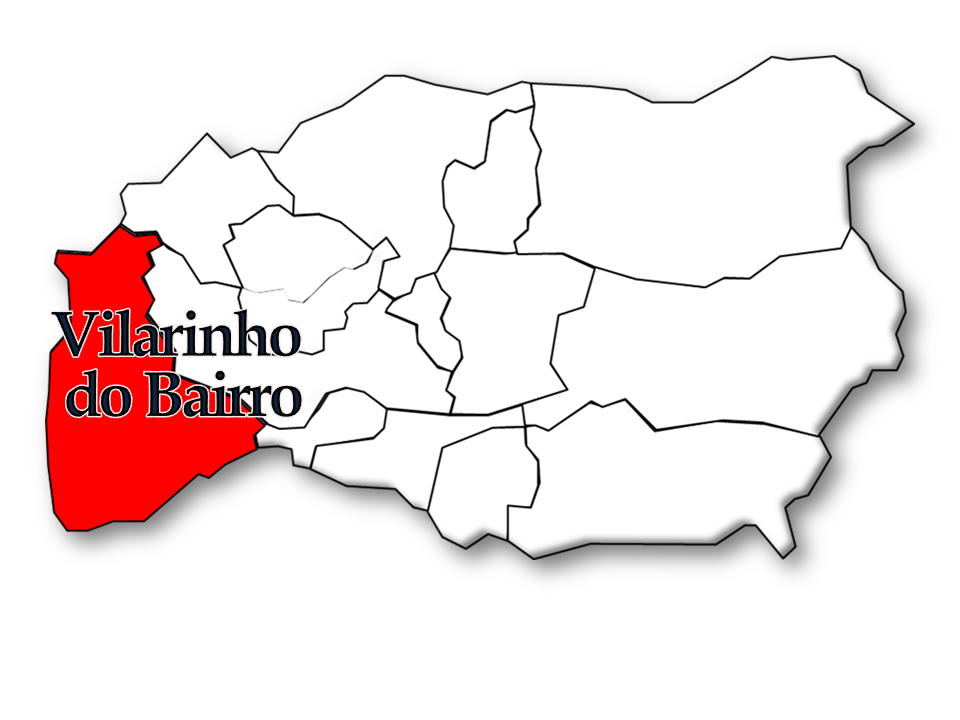
Віларіню-ду-Байрру

## Населення
| Кількість мешканців | Кількість мешканців | Кількість мешканців | Кількість мешканців | Кількість мешканців | Кількість мешканців | Кількість мешканців | Кількість мешканців | Кількість мешканців | Кількість мешканців | Кількість мешканців | Кількість мешканців | Кількість мешканців | Кількість мешканців | Кількість мешканців |
| ------------------- | ------------------- | ------------------- | ------------------- | ------------------- | ------------------- | ------------------- | ------------------- | ------------------- | ------------------- | ------------------- | ------------------- | ------------------- | ------------------- | ------------------- |
| 1864                | 1878                | 1890                | 1900                | 1911                | 1920                | 1930                | 1940                | 1950                | 1960                | 1970                | 1981                | 1991                | 2001                | 2011                |
| 2 011               | 2 265               | 2 446               | 2 448               | 2 803               | 3 110               | 3 508               | 3 885               | 4 550               | 4 318               | 3 389               | 3 514               | 3 402               | 3 224               | 2 764               |